# 立野台 (座間市)
立野台（たつのだい）は、神奈川県座間市の町名。現行行政地名は立野台一丁目から立野台三丁目。住居表示実施済み区域。

## 地理
座間市の中央部に位置し、東に栗原中央、南に西栗原、西に入谷東、北に緑ケ丘と接している。

## 歴史

### 沿革
- 1959年（昭和34年）9月22日 - 座間入谷、栗原の各一部から大字立野台を新設[注釈 1]。
- 1981年（昭和56年）2月16日 - 座間立野台郵便局開局。
- 1993年（平成5年）11月1日 - 住居表示の実施に伴い、栗原、入谷5丁目の各一部と立野台の全域を分離し、立野台一丁目から立野台三丁目を新設[5]。

## 世帯数と人口
2023年（令和5年）8月1日現在（座間市発表）の世帯数と人口は以下の通りである。
| 丁目         | 世帯数    | 人口    |
| ------------ | --------- | ------- |
| 立野台一丁目 | 589世帯   | 1,317人 |
| 立野台二丁目 | 760世帯   | 1,546人 |
| 立野台三丁目 | 1,112世帯 | 2,440人 |
| 計           | 2,461世帯 | 5,303人 |

### 人口の変遷
国勢調査による人口の推移。
| 年                 | 人口  |
| ------------------ | ----- |
| 1995年（平成7年）  | 5,052 |
| 2000年（平成12年） | 5,304 |
| 2005年（平成17年） | 5,479 |
| 2010年（平成22年） | 5,228 |
| 2015年（平成27年） | 5,164 |
| 2020年（令和2年）  | 5,179 |

### 世帯数の変遷
国勢調査による世帯数の推移。
| 年                 | 世帯数 |
| ------------------ | ------ |
| 1995年（平成7年）  | 1,782  |
| 2000年（平成12年） | 1,968  |
| 2005年（平成17年） | 2,160  |
| 2010年（平成22年） | 2,083  |
| 2015年（平成27年） | 2,137  |
| 2020年（令和2年）  | 2,266  |

## 学区
市立小・中学校に通う場合、学区は以下の通りとなる（2022年12月時点）。
| 丁目         | 番・番地等 | 小学校               | 中学校             |
| ------------ | ---------- | -------------------- | ------------------ |
| 立野台一丁目 | 全域       | 座間市立立野台小学校 | 座間市立栗原中学校 |
| 立野台二丁目 | 全域       | 座間市立立野台小学校 | 座間市立栗原中学校 |
| 立野台三丁目 | 全域       | 座間市立中原小学校   | 座間市立栗原中学校 |

## 事業所
2021年（令和3年）現在の経済センサス調査による事業所数と従業員数は以下の通りである。
| 丁目         | 事業所数  | 従業員数 |
| ------------ | --------- | -------- |
| 立野台一丁目 | 26事業所  | 274人    |
| 立野台二丁目 | 33事業所  | 122人    |
| 立野台三丁目 | 48事業所  | 199人    |
| 計           | 107事業所 | 595人    |

### 事業者数の変遷
経済センサスによる事業所数の推移。
| 年                 | 事業者数 |
| ------------------ | -------- |
| 2016年（平成28年） | 108      |
| 2021年（令和3年）  | 107      |

### 従業員数の変遷
経済センサスによる従業員数の推移。
| 年                 | 従業員数 |
| ------------------ | -------- |
| 2016年（平成28年） | 510      |
| 2021年（令和3年）  | 595      |

## 交通
- 神奈川県道42号藤沢座間厚木線

## 施設
- 座間市立立野台小学校
- 座間立野台郵便局[15]
- ユーコープ ハーモス座間[16]

## その他

### 日本郵便
- 郵便番号 : 252-0023[3]（集配局 : 座間郵便局[17]）。